# Rheinisch-Bergischer Kalender

Das Bergische Land in Deutschland

Der Rheinisch-Bergische Kalender, bis 1960 Bergischer Kalender, ist das Heimatjahrbuch für das Bergische Land. Die zahlreichen Artikel in jeder Ausgabe beschäftigen sich mit allen Facetten des Lebens im Bergischen. Der Schwerpunkt liegt auf dem Rheinisch-Bergischen Kreis.

## Geschichte
Der erste Kalender erschien 1920 im Eigenverlag des Berufsschullehrers August Kierspel. Er trug den Titel Bergischer Volkskalender. Der Pädagoge und Heimatforscher Anton Jux übernahm 1925 die Schriftleitung, die er mit Unterbrechungen bis 1960 innehatte. Ab 1926 erschien der Kalender im Heider-Verlag in Bergisch Gladbach. Von 1933 bis 1939 übernahm der Verlag Emil Pilgram in Hoffnungsthal die Ausgabe. Aufgrund des Weltkrieges und der Nachkriegszeit folgten zehn Jahre ohne Kalender.
Im Herbst 1949 erschien der Kalender für 1950 wieder im Heider-Verlag, der zugleich der Herausgeber war. Ab 1955 übernahm der Rheinisch-Bergische Kreis für einige Jahrzehnte die Herausgeberschaft und die Schriftleitung. Seit 2004 ist der Verlag auch wieder Herausgeber des Kalenders. Die Ausgabe 2014 wird vom Verlag als 84. Ausgabe gezählt. Dabei beruft er sich auf die Tradition seit 1920 mit einer Unterbrechung von zehn Jahren.
In diesem Zeitraum hat die Buchreihe einige Änderungen im Titel erfahren:
- 1920 – Bergischer Volkskalender
- 1921 – Bergischer Kalender
- 1922 – der Jahrgang fiel aus
- 1925 – Bergischer Kalender. Ein Jahrbuch für das bergische Haus und die bergische Schule.
- 1934 – Bergischer Heimatkalender
- 1937 – Jahrbuch des Rheinisch-Bergischen Kreises
- 1950 – Bergischer Kalender. Ein Heimatjahrbuch für Stadt und Land.
- 1960 – Rheinisch-Bergischer Kalender. Heimatjahrbuch für den Rheinisch-Bergischen Kreis.
- 1980 – Rheinisch-Bergischer Kalender. Heimatjahrbuch für das Bergische Land.
- 2007 – Rheinisch-Bergischer Kalender. Jahrbuch für das Bergische Land.

Die Namensänderungen zeigen die veränderten Einstellungen der Verantwortlichen und die veränderten äußeren Umstände. Der Untertitel wurde 1980 geändert, weil das Gebiet des Rheinisch-Bergischen Kreises durch die kommunale Neuordnung zum 1. Januar 1975 (Köln-Gesetz) stark verändert wurde.
Das Erscheinungsbild der Bücher wurde immer wieder den modernen Möglichkeiten angepasst. Der Inhalt richtet sich nach den Wünschen und Bedürfnissen des angesprochenen Leserkreises – allen Menschen, die im Bergischen Land leben oder in der Fremde mit ihm verbunden sind.

## Schriftleitung und Autoren
Nachdem Anton Jux fast vier Jahrzehnte den Kalender betreut hatte, übernahm nach einer Übergangszeit ab 1971 Ursula Schmidt-Goertz die Schriftleitung für die folgenden drei Jahrzehnte. Seit 2004 bis zum 28. Februar 2015 war Norbert Orthen als Schriftleiter tätig. Nachfolgerin ist seit 1. März 2015 Karin Grunewald.
Auch unter den Autoren gibt es zahlreiche langjährige Mitarbeiter. Zu den Autoren der ersten Stunde gehörte Albert Siebenmorgen, der von 1925 bis 1969 immer wieder mit Artikeln, Fotos, Zeichnungen und Karten seine Beiträge leistete.